# Pizalun
Pizalun är en bergstopp i Schweiz.   Den ligger i regionen Landquart och kantonen Graubünden, i den östra delen av landet, 160 km öster om huvudstaden Bern. Toppen på Pizalun är 1 478 meter över havet, eller 170 meter över den omgivande terrängen. Bredden vid basen är 1,1 km.
Terrängen runt Pizalun är mycket bergig. Närmaste större samhälle är Chur, 13,5 km söder om Pizalun. 
I omgivningarna runt Pizalun växer i huvudsak blandskog. Runt Pizalun är det tätbefolkat, med 286 invånare per kvadratkilometer.